# 2097 Ґалле
2097 Ґалле або 2097 Галле (2097 Galle) — астероїд головного поясу, відкритий 11 серпня 1953 року.
Тіссеранів параметр щодо Юпітера — 3,156.